# Clayton (Iowa)
Clayton – miasto w Stanach Zjednoczonych, w stanie Iowa, w hrabstwie Clayton.

## Demografia
W 2000 liczyło 55 mieszkańców. W 2023 liczba mieszkańców spadła do 46 osób, a gęstość zaludnienia poniżej 33 osób/km².